# غوران (بربرود الغربي)
غوران (بالفارسية: گوران) هي قرية تقع في إيران في قسم بربرود الغربي الریفي. يقدر عدد سكانها بـ 134 نسمة بحسب إحصاء 2016.